# اسلام‌آباد دو
اسلام‌آباد دو، روستایی در دهستان موران بخش سویسه شهرستان کارون در استان خوزستان ایران است.

## جمعیت
بر پایه سرشماری عمومی نفوس و مسکن در سال ۱۳۹۵، جمعیت این روستا ۴۴۹ نفر (۱۱۲ خانوار) بوده است.